# فريمانيزوماب
يُباع فريمانيزوماب تحت الاسم التجاري أجوفي، وهو دواء يستخدم لمنع الصداع النصفي عند البالغين. يعطى عن طريق الحقن تحت الجلد.
التأثير الجانبي الأكثر شيوعًا هو الألم والاحمرار في موقع الحقن. تشمل الآثار الجانبية الأخرى تفاعلات الحساسية. إنه موجود في فئة الأدوية المضادة للببتيد المرتبط بالجينات من الكالسيتونين.
تمت الموافقة عليه للاستخدام الطبي في الولايات المتحدة في عام 2018، الاتحاد الأوروبي في عام 2019  والمملكة المتحدة في عام 2020.

## الاستخدامات الطبية
أظهر فريمانيزوماب فعاليته عند البالغين بأربع هجمات أو أكثر في الشهر.

## الآثار السلبية
الآثار الجانبية الأكثر شيوعًا هي التفاعلات في موقع الحقن، والتي حدثت في 43 إلى 45٪ من الأشخاص في الدراسات (مقارنة بـ 38٪ تحت العلاج الوهمي ). حدثت تفاعلات فرط الحساسية في أقل من 1٪ من المرضى.

## التفاعلات
لا يتفاعل فريمانيزوماب مع الأدوية الأخرى المضادة للصداع النصفي مثل أدوية التريبتان وقلويدات الإرغوت والمسكنات. من المتوقع عمومًا أن يكون له احتمال منخفض للتفاعلات لأنه لا يتم استقلابه بواسطة إنزيمات السيتوكروم P450.

## علم العقاقير

### آلية العمل
فريمانيزوماب هو جسم مضاد أحادي النسيلة متوافق مع البشر تمامًا موجه ضد الببتيدات المرتبطة بجين الكالسيتونين (CGRP) ألفا وبيتا. الآلية الدقيقة للعمل غير معروفة. إنه الجسم المضاد الوحيد المعتمد المضاد لـ CGRP والذي يمكن إعطاؤه بفاصل ربع سنوي.

### الدوائية
بعد الحقن تحت الجلد، فريمانيزوماب ديه التوافر البيولوجي من 55-66٪. يتم الوصول إلى أعلى تركيزات في الجسم بعد خمسة إلى سبعة أيام. مثل البروتينات الأخرى، تتحلل المادة عن طريق التحلل البروتيني إلى ببتيدات صغيرة وأحماض أمينية، والتي يعاد استخدامها أو تفرز عن طريق الكلى. يقدر عمر النصف للتخلص من 30 إلى 31 يومًا.

## تاريخ
تم اكتشاف وتطوير فريمانيزوماب بواسطة رينات علم الأعصاب، وحصلت عليه شركة فايزر في عام 2006، ثم تم ترخيصه لشركة صناعات تيفا الصيدلانية. تمت الموافقة عليه من قبل إدارة الغذاء والدواء الأمريكية في سبتمبر 2018. في مارس 2019، تمت الموافقة على تسويق واستخدام فريمانيزوماب في الاتحاد الأوروبي.
كان الدواء ولا يزال  يتم تقييمها لأمراض أخرى غير الصداع النصفي، حيث أن المادة الذاتية ببتيد مرتبط بجين الكالسيتونين متورطة في علم الأمراض. تيفا لا يزال  تطويره من أجل الصداع العنقودي العرضي ولكن توقف تطوير فريمانيزوماب لعلاج الصداع العنقودي المزمن في عام 2018 بعد عدم تلبية نقطة النهاية الأولية لتجربة المرحلة الثالثة.

## كيمياء
فريمانيزوماب هو جسم مضاد أحادي النسيلة متوافق مع البشر. يتم إنتاجه باستخدام الحمض النووي المؤتلف في خلايا مبيض الهامستر الصيني.

## روابط خارجية
- "Fremanezumab". Drug Information Portal. U.S. National Library of Medicine.